# Relação conjugal
Relação conjugal, conforme o próprio termo sugere, é espécie singular de relação entre pessoas que se unem uma à outra, com propósito de vida mútua em comum, distinta da ordinária vida social, ou da relação social a que se subordinam. As pessoas assim unidas chamam-se, por isso, cônjuges (<latim conjuge = con, "um com o outro"  + juge,re, "ligação ou união").
Essa vida relacional comum são atividades, interesses e construções comuns, que podem ou não incluir atividade sexual, esta, por seu turno, com finalidade apenas procriativa, apenas prazerosa ou com ambas as finalidades, conforme a decisão do casal e/ou predefinições cultural-sociais.
Usualmente conecta-se desde logo à ideia de família, embora o conceito antropologicamente amplo desta remeta a várias visões, frequentemente conflituosas e divergentes entre si.

## Visão clássica
Clássica e tradicionalmente, no domínio humano, e na maioria das sociedades contemporâneas, ao se falar em relação conjugal, quer-se referir a u'a modalidade relacional biunívoca (um cônjuge para com o outro, exclusivamente, e vice-versa), estabelecida como:
- Casamento (ou matrimônio estabelecido entre um homem e uma mulher para tanto habilitados segundo a ordem cultural-social(e, se houver, a jurídico-política) vigente no âmbito do grupo social, qualquer que seja a sua amplitude espaço-temporal e a sua compreensão, estando presentes ou não elementos de convalidação religiosa, segundo os costumes locais e os desejos pessoais;
- União estável entre pares convivenciais (um homem e uma mulher), assemelhada e, eventualmente, equiparada, ao casamento, segundo a ordem cultural-social (e, se houver, a jurídico-política) vigente no âmbito do grupo social, qualquer que seja a sua amplitude espaço-temporal e a sua compreensão, estando presentes ou não elementos de convalidação religiosa, segundo os costumes locais e os desejos pessoais;

## Visão contemporânea
A sociedade contemporânea, em várias culturas e países, conquanto não em toda(o)s, tem aceito, estabelecido como válidas em condições de igualdade segundo os pressupostos cultural-sociais  e/ou jurídico-políticos e/ou religiosos, as relações conjugais entre pares de mesmo gênero sexual entre si. Assim é que têm-se tornado mais frequentes as uniões estáveis e, mesmo, os casamentos (observado todo o ritual pertinente, quer civil, quer religioso, quando desejado pelos nubentes) entre homossexuais, quer masculinos entre si ou femininos entre si.
- Para outras informações, ver Homossexualidade.

## Monogamia e poligamia
Assim estabelecida, têm-se os pressupostos cultural-sociais (e, quando for o caso — embora frequente, mas não necessariamente, nem sempre — jurídico-políticos e/ou religiosos) de:
1. Monogamia (<grego transliterado monós = "um"  + gámos = "esposo ou esposa"): a relação vivencial estabelecida, mutuamente assentida e, eventualmente, convalidada por uma ordem cultural-social (e, se houver, a jurídico-política) vigente no âmbito do grupo social, qualquer que seja a sua amplitude espaço-temporal e a sua compreensão, estando presentes ou não elementos de convalidação religiosa, segundo os costumes locais e os desejos pessoais, que estabelece, prescreve e, pois, espera, que o pacto conjugal seja biunívoco e exclusivo, com sanções de várias ordens para o desvio da fidelidade a esse pacto. É a única modalidade considerada válida segundo a visão judaico-cristã, puníveis e/ou reprováveis as demais. Entretanto, é de se observar que, mesmo, segundo, o relato bíblico, em tempos antigos (como o dos Patriarcas bíblicos primordiais, como Abraão, Isaque e Jacó, entre outros, a poligamia era aceita naturalmente);
2. Poligamia (<grego transliterado poli = "diversos, muitos"  + gámos = "esposo ou esposa"): a relação vivencial estabelecida, mutuamente assentida e, eventualmente, convalidada por uma ordem cultural-social (e, se houver, a jurídico-política) vigente no âmbito do grupo social, qualquer que seja a sua amplitude espaço-temporal e a sua compreensão, estando presentes ou não elementos de convalidação religiosa, segundo os costumes locais e os desejos pessoais, que ou aceita ou estabelece, prescreve e, pois, espera, que o pacto conjugal seja plurívoco e não-exclusivo, com ou sem sanções de várias ordens para o desvio da fidelidade a esse pacto. É a modalidade usual considerada válida segundo a visão islâmica, puníveis e/ou reprováveis as demais.

Observa-se, pois, que — sob a óptica etimológica e com o respaldo histórico — quer a relação plurívoca seja estabelecida entre um homem e várias mulheres (esposas e/ou concubinas e/ou amantes), ou, diversamente, entre u'a mulher e vários homens (esposos e/ou concubinos e/ou amantes), fala-se tão-somente genérica e, pois, corretamente, em poligamia. Entretanto, a tradição antropológica, cultural e histórica estabeleceu termos diferenciados para ambas as situações:
- Poliandria (<grego translit. poli = "diversos, muitos"  + andrós = "homem") seria apenas a relação entre u'a mulher e mais de um homem;
- Poliginia (<grego translit. poli = "diversos, muitos"  + ginós = "mulher") seria apenas a relação entre um homem e mais de u'a mulher.

Embora a maioria das culturas rejeite formalmente a relação simultânea entre vários homens e várias mulheres sob a égide conjugal, essa é, contudo, uma prática comum em várias culturas consideradas mais primitivas, ainda hoje existentes.

### Monogamia: a polêmica
Uma das anunciadas vantagens da monogamia é a precisa, pois unívoca definição de paternidade (e de maternidade). Essa definição, "a priori", mostra injunções mais que simplesmente cultural-sociais; está, com efeito, também presente nas características psicossociais do indivíduo, sendo obteníveis do arquétipo quer individual, quer coletivo. Conquanto seja isso objeto de extensas polêmicas (ver Psicanálise e família), é de se considerar seriamente o impacto que eventuais indefinições de papéis de pai e mãe, conforme tradicionalmente reconhecidos, possam ter sobre a personalidade do indivíduo em formação, que é o filho, em todas as etapas do seu desenvolvimento etário, a se tornar um ser único. Nessa esteira de raciocínio, segue-se também a indagação sobre os rumos que a própria sociedade humana, como é conhecida e organizada, viria a tomar.
Há, também, sem dúvida, questões afetas à pré-determinação patrimonial, inclusive, para fins testamentários e sucessórios, fato que sempre colocou de prontidão quer pessoas, quer núcleos familiares, quer grupos sociais e até culturas e nações.

## Aspectos jurídicos
Considerações de ordem jurídica requerem necessariamente o exame da ordem jurídico-política de cada cultura, nação, povo ou país, que podem vir ou não expressas num "corpo organizado, sistematizado de normas soberanas para aquele país ou povo" (ordinariamente, a sua Constituição, ou "Carta Magna").
Diferentes culturas e nações e povos, pois países, têm diferentes prescrições a respeito, pelo que se devem consultar os ordenamentos jurídico-políticos de cada qual para se extraírem as adequadas conclusões. Assim, por exemplo, no Brasil, só com o advento da Constituição de 1988 foi a união estável equiparada ao casamento, o que, todavia — e desde logo, fique claro — não significa passarem a ser a mesma coisa.